# 南京地铁S6号线
南京地铁S6号线又称宁句城际轨道交通，是南京地铁的一条城际轨道线，于2021年12月28日开始运营。该线连接江苏省南京市和句容市，是南京都市圈轨道交通网的一部分。

## 线路概况
南京地铁S6号线全长43.642公里。全线共设站13座，其中地下站7座、高架站6座，南京段长26.3公里，句容段长17.4公里。全线高架线长26.08千米、地下线长16.26千米、地面线长1.36千米。其中南京设8站，句容设5站。全线最大站间距7.38千米（泉都大街站~黄梅站）、最小站间距1.28千米（百水桥站~麒麟门站）、平均站间距为3.58千米。
线路途径栖霞区、江宁区和句容市。线路西起马群站，与南京地铁2号线换乘，向东经紫东片区，至汤泉西站后进入汤山新城，由汤山站折向东南，至宝华山路站后转南进入句容城区，南至沪宁沿江高铁句容站。全线设句容车辆段和东郊小镇停车场各一座，新建汤山和句容2座主变电所，利用南京地铁灵山控制中心。线路于2018年12月21日开工，于2021年12月28日12:00开通运营。列车最高时速120千米/小时，旅行均速65千米/小时。
全线路的开发、建设、管理及相关设备销售、租赁、维护由南京地铁与句容地方政府合资的宁句轨道交通有限公司负责。

## 线路站点
普通车停靠南京猿人洞站时可按需求进行待避，让大站车超越。大站快车于每日9:00-16:00期间每逢整点从两端的起点站发车。
| 南京地铁S6号线车站列表 | 南京地铁S6号线车站列表 | 南京地铁S6号线车站列表 | 南京地铁S6号线车站列表 | 南京地铁S6号线车站列表 | 南京地铁S6号线车站列表 | 南京地铁S6号线车站列表 | 南京地铁S6号线车站列表 | 南京地铁S6号线车站列表 | 南京地铁S6号线车站列表 | 南京地铁S6号线车站列表 | 南京地铁S6号线车站列表 | 南京地铁S6号线车站列表 |
| 站名                   | 大站快车               | 里程 （千米）          | 站距 （米）            | 所在地                 | 所在地                 | 位置                   | 换乘 线路              | 车站 形式              | 往马群                 | 往马群                 | 往句容                 | 往句容                 |
| 站名                   | 大站快车               | 里程 （千米）          | 站距 （米）            | 所在地                 | 所在地                 | 位置                   | 换乘 线路              | 车站 形式              | 首班车                 | 末班车                 | 首班车                 | 末班车                 |
| ---------------------- | ---------------------- | ---------------------- | ---------------------- | ---------------------- | ---------------------- | ---------------------- | ---------------------- | ---------------------- | ---------------------- | ---------------------- | ---------------------- | ---------------------- |
| S6号线（运营中）       |                        |                        |                        |                        |                        |                        |                        |                        |                        |                        |                        |                        |
| 马群                   | 停靠                   | 0                      | 0                      | 南京市                 | 栖霞区                 | 中山门大街             | █ 2号线 麒麟有轨       | 地下二层岛式           | 6:40 到达              | 22:45 到达             | 6:00                   | 23:00                  |
| 百水桥                 | 停靠                   | 1.98                   | 1981.217               | 南京市                 | 栖霞区                 | 宁杭公路辅路-马高路    | █ 12号线规划           | 地下二层岛式           | 6:38                   | 22:43                  | 6:02                   | 23:02                  |
| 麒麟门                 | 停靠                   | 3.26                   | 1279.265               | 南京市                 | 江宁区                 | 宁杭公路辅路-开城路    | █ 8号线规划            | 地下二层岛式           | 6:36                   | 22:41                  | 6:04                   | 23:04                  |
| 东郊小镇               | 停靠                   | 5.71                   | 2446.311               | 南京市                 | 江宁区                 | 麒麟门大道-东晨路      |                        | 高架三层岛式           | 6:33                   | 22:38                  | 6:08                   | 23:08                  |
| 古泉                   | 通过                   | 8.39                   | 2684.209               | 南京市                 | 江宁区                 | 猿人洞景区西北侧       |                        | 高架二层岛式           | 6:28                   | 22:33                  | 6:12                   | 23:12                  |
| 南京猿人洞             | 通过                   | 15.64                  | 7248.848               | 南京市                 | 江宁区                 | 直立人化石博物馆西北侧 |                        | 高架二层双岛           | 6:25                   | 22:30                  | 6:16                   | 23:16                  |
| 汤山                   | 通过                   | 18.36                  | 2721.337               | 南京市                 | 江宁区                 | 圣汤大道-汤泉西路      |                        | 地下二层岛式           | 6:21                   | 22:26                  | 6:19                   | 23:19                  |
| 泉都大街               | 停靠                   | 20.63                  | 2271.924               | 南京市                 | 江宁区                 | 圣汤大道-泉都大街      |                        | 地下二层岛式           | 6:19                   | 22:24                  | 6:22                   | 23:22                  |
| 黄梅                   | 停靠                   | 28.01                  | 7381.856               | 镇江市                 | 句容市                 | 122省道宁容快速路      |                        | 高架二层岛式           | 6:13                   | 22:18                  | 6:27                   | 23:28                  |
| 童世界                 | 通过                   | 34.01                  | 5991.229               | 镇江市                 | 句容市                 | 宝华山路-华阳北路      |                        | 高架三层岛式           | 6:09                   | 22:14                  | 6:32                   | 23:32                  |
| 华阳                   | 通过                   | 38.15                  | 4144.760               | 镇江市                 | 句容市                 | 句蜀路-杨塘路          |                        | 高架三层侧式           | 6:06                   | 22:11                  | 6:35                   | 23:35                  |
| 崇明                   | 停靠                   | 41.49                  | 3337.346               | 镇江市                 | 句容市                 | 宁杭南路-镇句路        |                        | 地下二层岛式           | 6:02                   | 22:07                  | 6:38                   | 23:39                  |
| 句容                   | 停靠                   | 43.7                   | 2654.826               | 镇江市                 | 句容市                 | 句容汽车站东南侧       | 句容站                 | 地下二层岛式           | 6:00                   | 22:05                  | 6:40 到达              | 23:41 到达             |
| S6号线延伸（规划）     |                        |                        |                        |                        |                        |                        |                        |                        |                        |                        |                        |                        |
| 茅山                   |                        | 64.7                   |                        | 镇江市                 | 句容市                 |                        | 待定                   |                        | 待定                   |                        |                        |                        |

## 使用车辆
南京地铁S6号线所使用的车辆由中车南京浦镇车辆有限公司生产，厂商代码为南京地铁 PM176 型。首列车于2021年3月于浦镇工厂下线，同年6月初交付句容车辆段。
S6号线车身涂装为丁香粉色，车头造型沿用南京地铁其他S线列车造型。线路使用市域B型车，近期采用3动1拖四编组形式，最高运行速度 120 km/h，列车设计构造速度 135 km/h，牵引系统使用中车株洲电机制 YQ-230-4B 型牵引电机和株洲中车时代电气制 TGN66D 型IGBT-VVVF逆变器。
与南京地铁其他列车相比，S6号线列车首次搭载了智能运维系统，可实时监测单线路列车总体情况，同时可以展示列车实时故障信息以及预警状态信息，实现了在线列车的关键系统运行状态的远程实时监视；车门上方的乘客信息系统也升级为LED滚动屏幕；同时，列车首次配备了电动排风装置，在列车进出隧道前后可以快速开关废排风阀、车门增加平衡轮机构，进一步保证列车气密性，优化了客室气压变化并提升了降噪、隔音设计，提升了乘客乘坐列车的舒适度。
南京地铁S6号线列车初期共采购33列，共132辆列车。
| 型号名                      | 制造商           | 车辆编成        | 制造年代  | 车辆总数             | 上线时间    | 昵称          |
| --------------------------- | ---------------- | --------------- | --------- | -------------------- | ----------- | ------------- |
| NJS6-01 （南京地铁PM176型） | 中车南京浦镇车辆 | 4B(Tc+Mp+Mp+Tc) | 2021-2022 | 33列 (001002-065066) | 2021/12/28- | 斗鸡眼 丁香紫 |

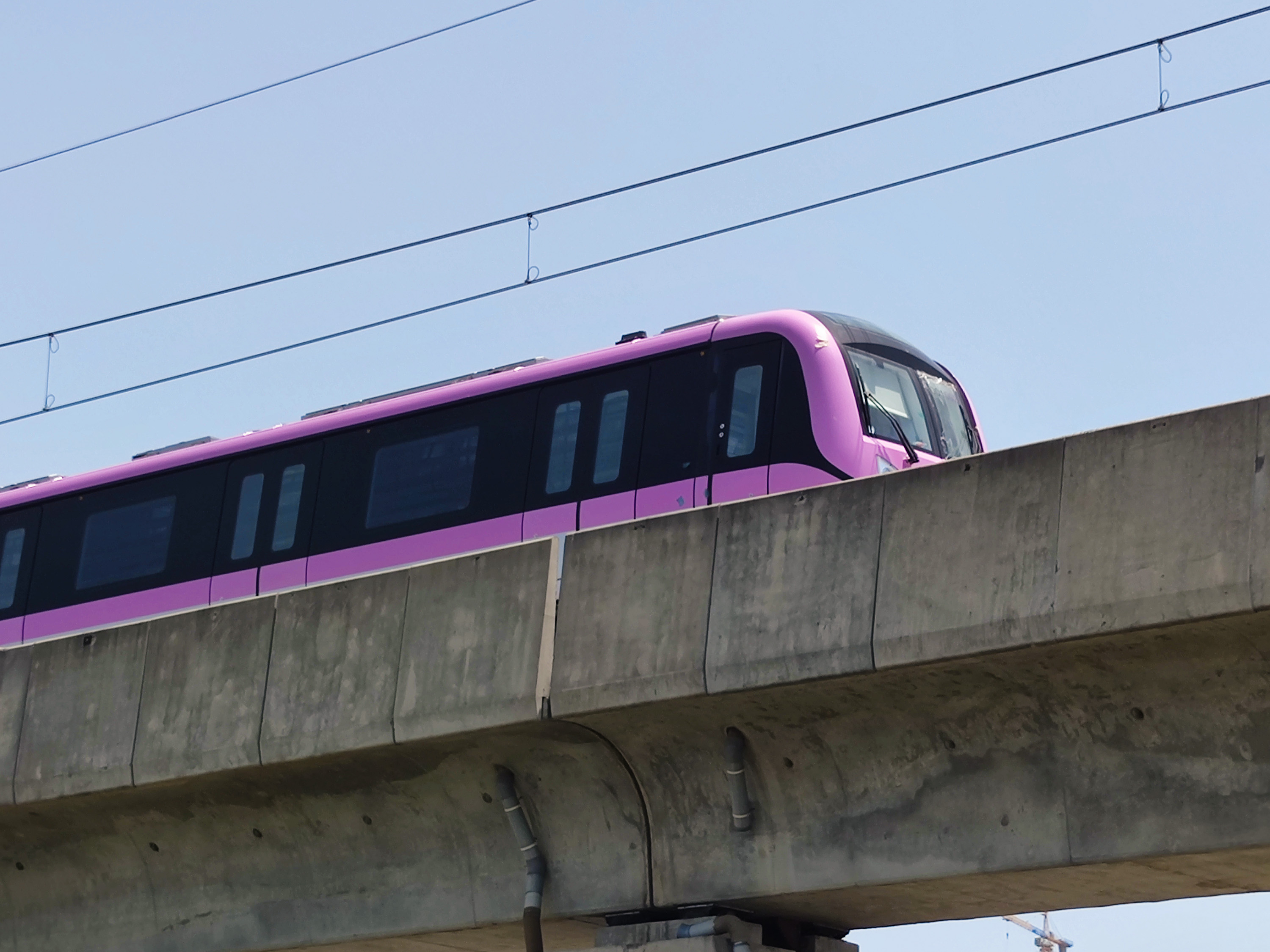
2021年4月，在高淳车辆段进行测试的S6号线首列车
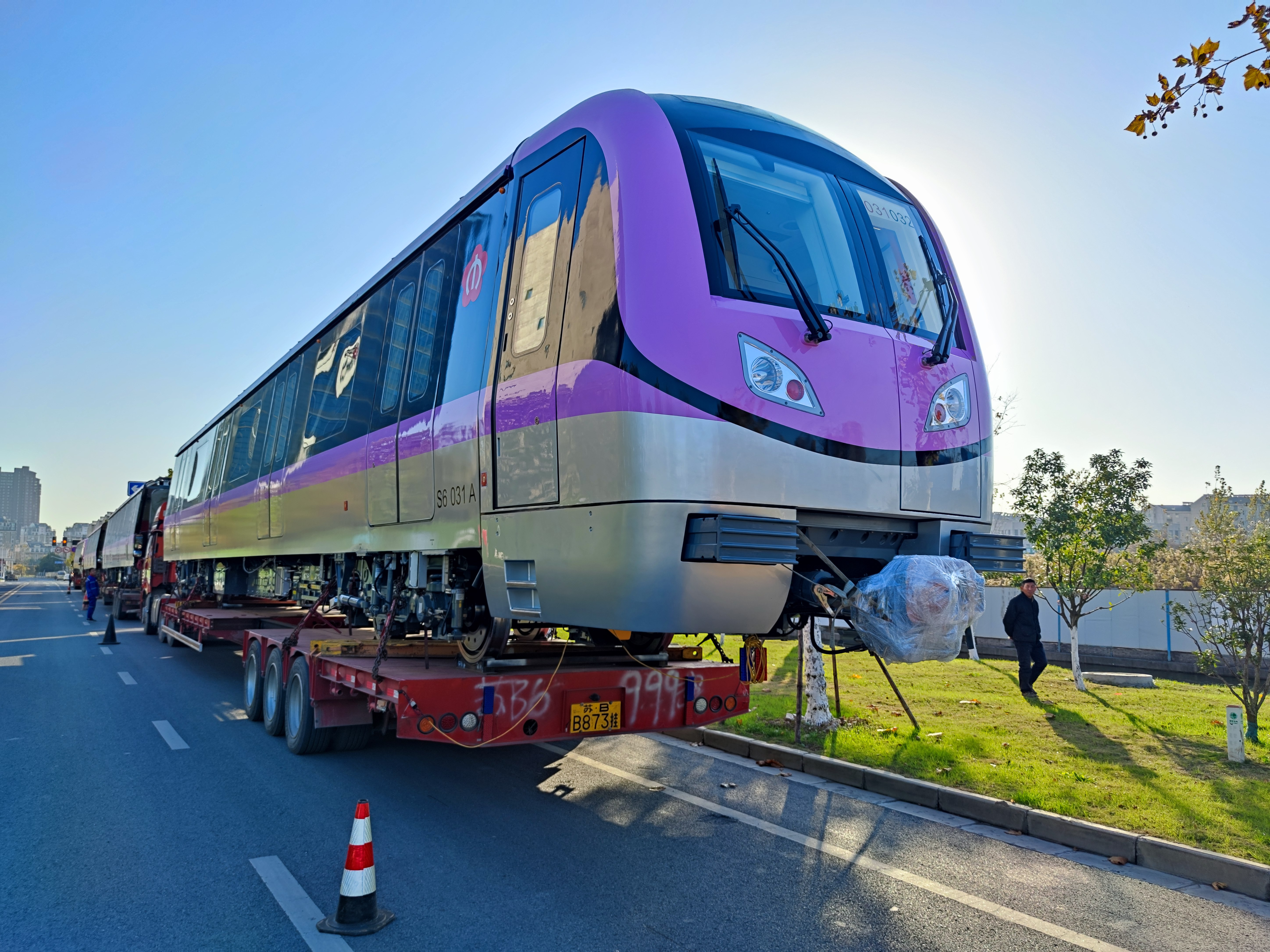
运输中的S6号线列车
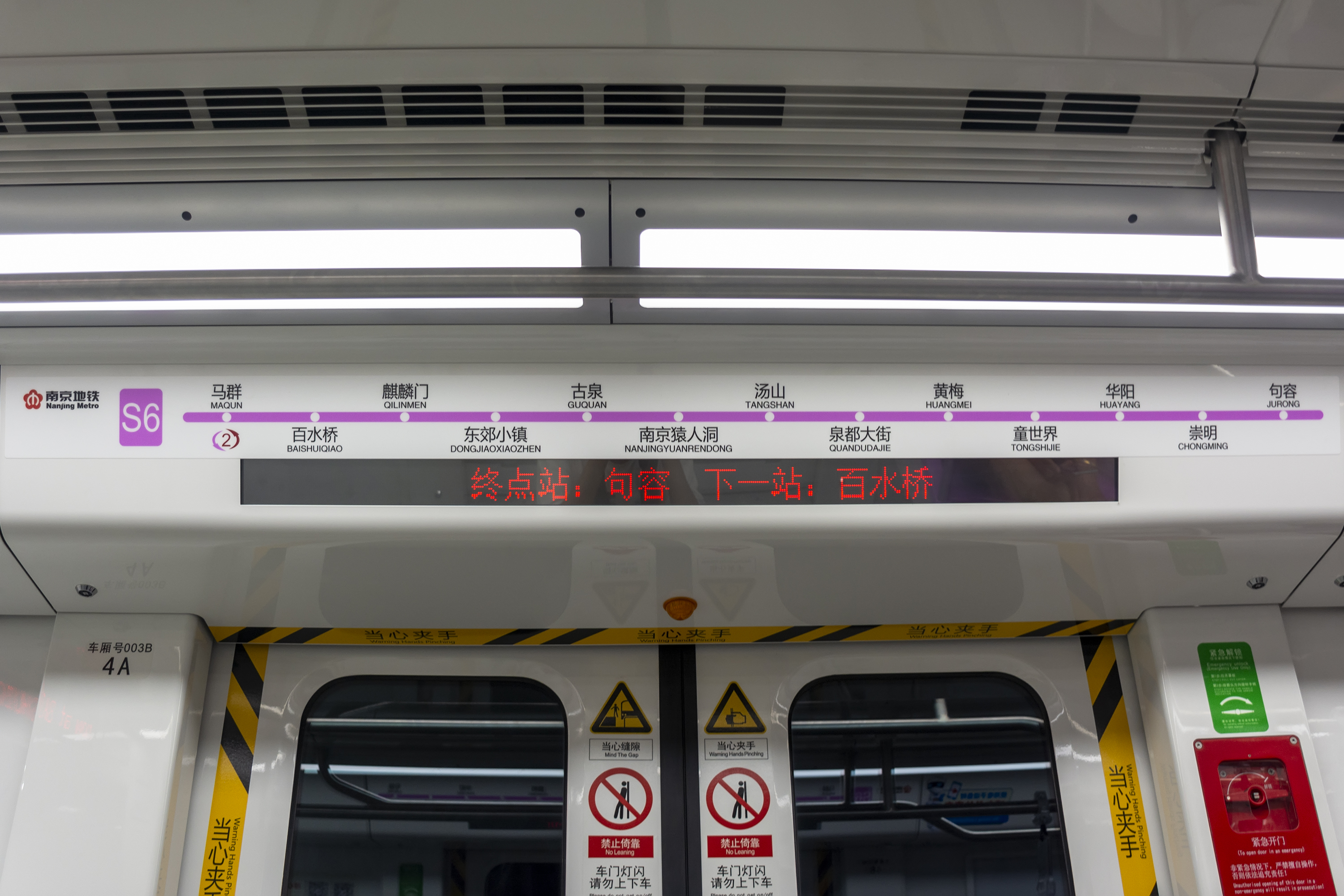
车门上方的LED显示屏
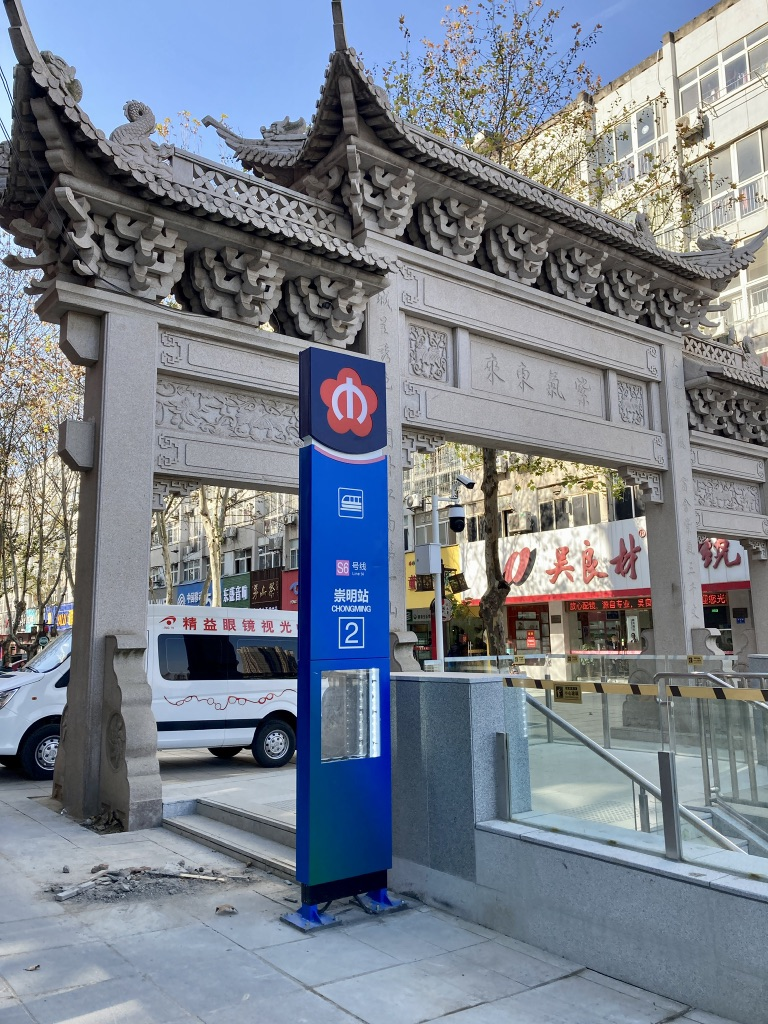
位于镇句路和宁杭南路交叉路口正西方的崇明站2号地铁口

## 站点设计

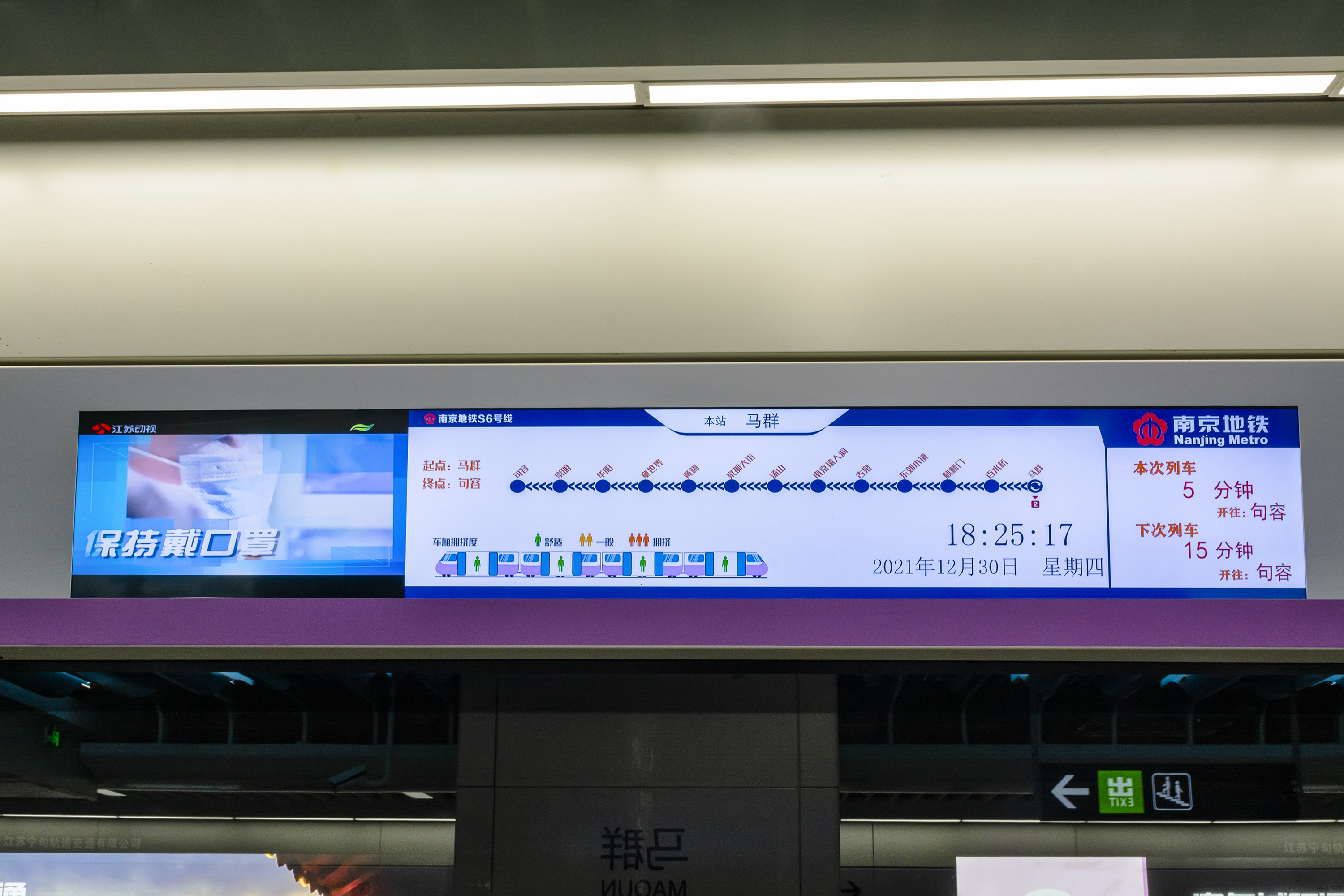
南京地铁S6号线各站站台吊板上的屏蔽门条形屏

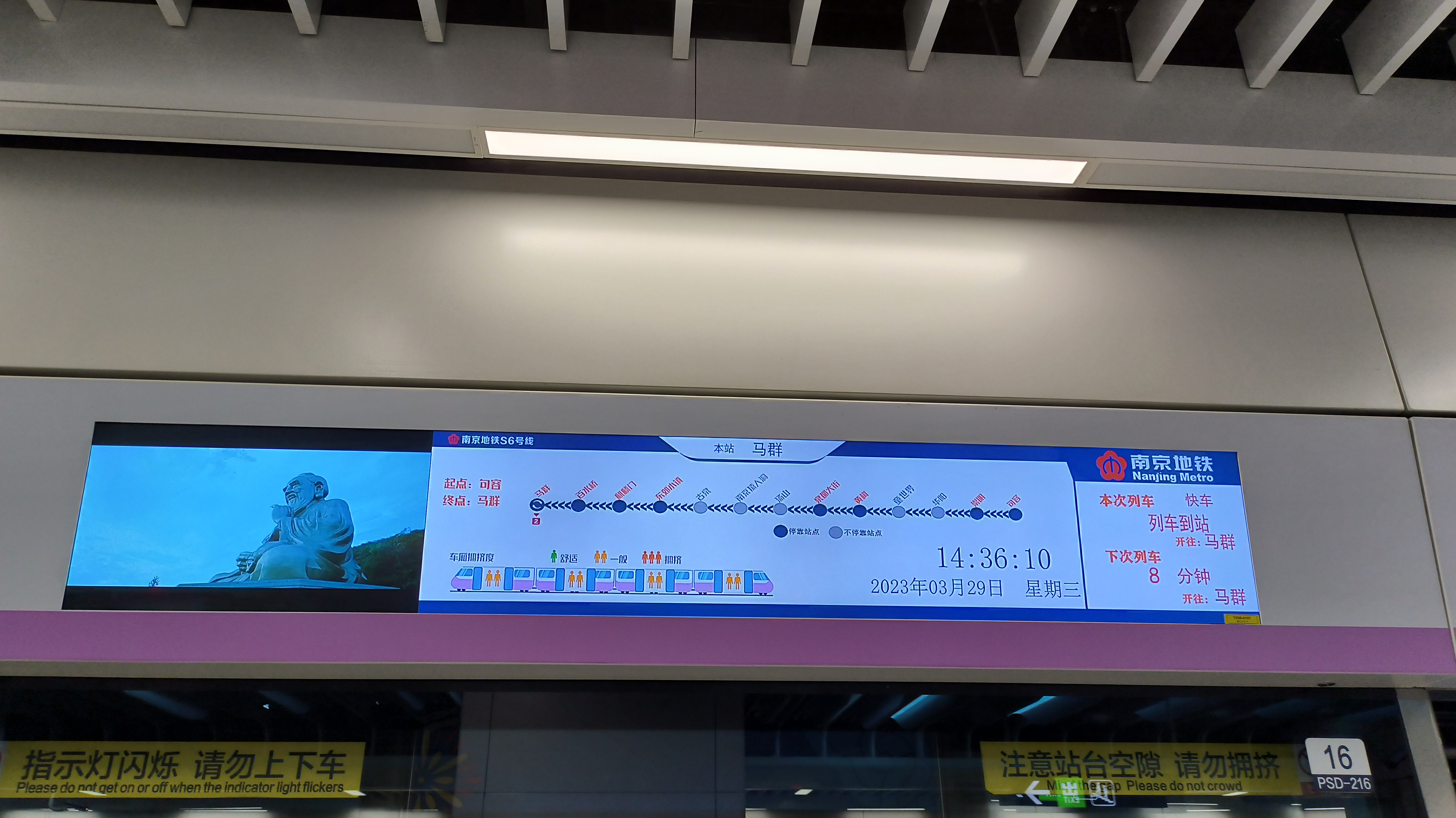
南京地铁S6号线条形显示屏展示大站快车信息

南京地铁S6号线全线13座车站根据所处位置、周边人文环境、交通驳接等因素分为标准站、重点站、特色站，并充分考虑到与周边环境和谐相融的因素，因站施策，彰显了“纵情山水•回归自然”的设计理念。标准站以绿色生态为主导，以泉水为元素；重点站则侧重文化艺术表现，体现城市特征与风貌；特色站则采用苏式传统建筑风格粉墙黛瓦的建筑元素，在现代车站建筑中体现古典韵味。
同时，南京地铁S6号线首次在南京地铁系统中引入了电子导向和屏蔽门条形屏。电子导向结合网络技术和多媒体技术，为乘客提供多种信息，实现车站综合信息及周边信息的智能化引导功能；同时，条形屏在站台结合屏蔽门结构嵌入式安装，每节车厢对应一块条形屏，除显示常规信息外，还可提供车辆编组、拥挤度信息等，提升了乘客乘坐体验。

## 时间表

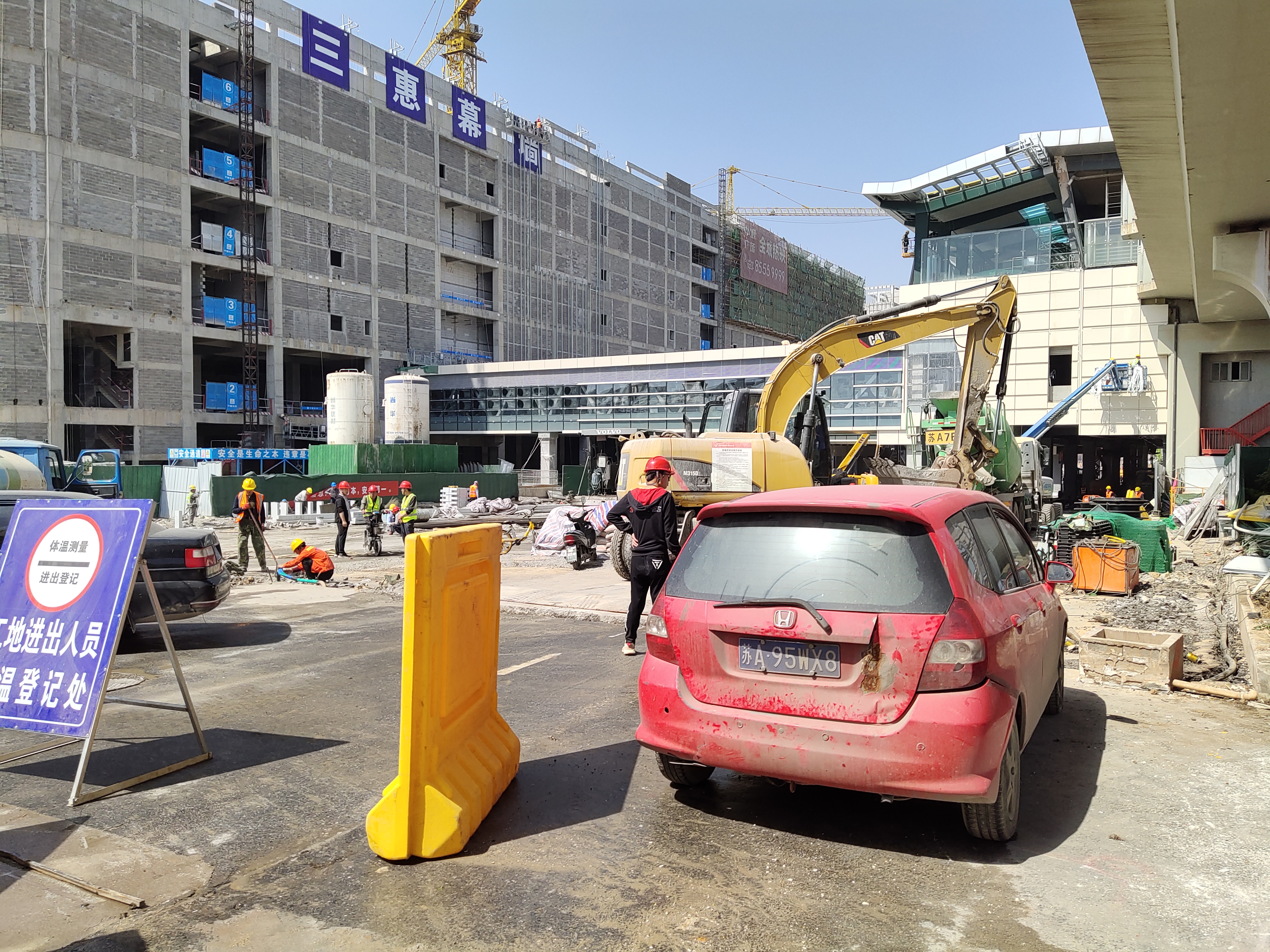
建设中的马群换乘中心（2021年5月）

南京地铁S6号线工地（2020年10月）

- 2012年5月2日，国家发改委批复《江苏省沿江城市群城际轨道交通网规划（2012—2020年）》，同意“十三五”（2016至2020年）期间建设宁句城际。[19]
- 2012年5月28日，南京地铁发布工程可行性研究招标公告，要求2013年1月完成送审稿。[20]
- 2012年11月20日，南京地铁发布环评报告招标公告。[21]
- 2012年12月，国家发改委同意宁句城际提前至“十二五”期间（即2015年底前）开始建设。[22]
- 2016年11月，环境影响评价第一次公示。[23]
- 2018年3月，环境影响评价第二次公示。[24]
- 2018年12月21日，全线正式开工。[6]
- 2020年，句容至茅山线列入长江三角洲交通运输更高质量发展规划，该线对接宁句城际。[25]
- 2020年9月23日，S6号线电气化工程开工。[26]
- 2020年12月，南京都市圈会议提出宁句城际东延至金坛。[27]
- 2021年4月29日，随着白水桥东站最后一块顶板浇筑完成，南京宁句城际轨道交通工程白水桥东站主体结构顺利封顶。
- 2021年4月30日，实现宁句城际轨道交通工程崇明站主体结构（二期）顺利封顶。
- 2021年5月14日，句容市有关部门举行S6号线票价制定听证会确定句容段票价制定方案，全程票价（句容至马群）为9元。[28][29]
- 2021年5月28日，宁句城际东青区间土建工程贯通，标志着宁句城际全线土建工程完工。[30]
- 2021年7月5日，全线轨通并开始送电。[31]
- 2021年9月10日，开始不载客试运行。[32]
- 2021年12月9日，通过竣工验收。[33]
- 2021年12月28日，正式开通运营。[4]
- 2022年3月15日，因2019冠状病毒病上海疫情关联南京、句容疫情，南京地铁S6号线调整为马群站至泉都大街站运行交路，句容段暂停运营；3月16日起，全线暂停运营[34]。
- 2022年5月12日，因江苏省不再实施省内低风险地区来返当地“3+11”健康管理措施，S6号线恢复运营，跨市域乘客需持48小时内核酸阴性证明[35]。